# Соната для фортепиано № 1 (Скрябин)
Соната для фортепиано № 1 фа минор, соч. 6 написана русским композитором Александром Николаевичем Скрябиным через год после окончания консерватории (1893 г.).

## История
Соната № 1 является завершающим произведением раннего периода творчества Скрябина и переходом к зрелости. 
Музыкальный язык сонаты можно определить, как трагедийный. Первую часть отличает сурово-патетическое состояние, которому контрастируют лирическая побочная партия, переходящая в героическую заключительную. Вторая часть носит скорбно-созерцательный характер. Третья часть беспокойная и порывистая, этому порыву контрастирует светлый образ, родственный побочной партии первой части. Финал сонаты — траурный марш-шествие, который дважды прерывают тихие аккорды, похожие на пение похоронного хора.
В сонате отразились переживания композитора в связи с болезнью руки. На это указывает дневниковая запись:

В 20 лет: развившаяся болезнь руки. Самое важное событие в моей жизни. Судьба посылает препятствие к достижению столь желанной цели… Первая серьёзная неудача в жизни… Первое серьёзное размышление… Ропот на судьбу и на бога. Сочинение 1-й сонаты с похоронным маршем.

## Структура
Соната написана в четырёх частях общей протяжённостью около 20 минут:
1. Allegro con fuoco
2. Adagio
3. Presto
4. Funèbre